# Hódmezővásárhely tömegközlekedése
Hódmezővásárhelyen a helyi tömegközlekedés feladatait a Hódmezővásárhelyi Működtető és Szolgáltató Nonprofit Zrt. látja el. Jelenleg kilenc viszonylaton közlekednek autóbuszok, kétóránkénti ütem szerint közlekedik munkanapokon három viszonylat: 1, 7, 16. Ez a három járat adja a város közlekedésének gerincét. A többi járat ezt egészíti ki sűrítő, vagy speciális hivatásforgalmi szerepkörrel. Műszakváltáshoz igazodó, hivatásforgalmi járatok: 4, 12, 13, 14. Szabad és munkaszüneti napokon napi két járatpárral üzemelnel a 9, 10-es viszonylat.
Az ezredforduló után fellendülés és a buszközlekedés színvonalának emelkedése volt jellemző: Tesco járatok indulása, négy darab alacsony padlós, légkondicionált Volvo 7000-es autóbusz közlekedtetése, egységes óránkénti indulások az akkori négy fővonalon, 3-as jelzésű viszonylat (Kincses temető-Népkert vasútállomás) újraindítása egyfajta ötödik fővonalként, azonban 2007-től a helyzet fokozatosan rosszabb lett, a kis kihasználtság miatt több buszjárat pl: 1T, 4A, 18F, 20, megszűnt, a fővonalakon a reggeli és az esti időszakban ritkították a járatokat, a 3-as fővonal közlekedése nyári időszakokban szünetelt.
Idővel a helyzet tovább romlott, a Volvo 7000-eseket áthelyezték Szegedre az egyik Ikarus 280-nal együtt, helyükre a szegedi helyi forgalomból kivont Ikarus 260-ok érkeztek. Végül 2008 januárjában átszervezték a legtöbb járat forgalmát, ekkor végleg megszüntették a 3-as járatot, és az 1-es kivételével a fővonalakon tanszünetben, illetve hétvégenként kétórásra növelték a követési időt.
Ezt tetézte a gazdasági válság, aminek értelmében a Tesco 2009. június 1-jétől (az országos és megyei trendeknek megfelelően) megszüntette az áruházához közlekedő járatokat (6T, 9T, 12T). A megyében Hódmezővásárhelyhez hasonlóan Makón és Szentesen is megszűnt a buszközlekedés a Tesco áruházhoz.
2012 tavaszán radikális csökkentették a helyi közlekedés volumenét, megszűnt több vonal, köztük a 9-es, az addig tanítási napokon óránként közlekedő egyik fővonal. A 9-esen kívül megszűnt a 17-es, 21-es, 22-es busz is, a többi járaton pedig napi 3-4 járatpárra csökkentették le a járatszámot. Egyes városrészekbe, amit korábban két fővonal is érintett a félóránként induló buszok helyett mindössze napi három járatpár maradt. A kieső járatok útvonalát a megmaradókéba olvasztották be.
A helyzet orvoslására lehetővé tették, hogy a helyijáratos bérlettel a város belterületén közlekedő helyközi autóbuszokat is igénybe lehessen venni. 
A lakossági panaszok miatt, szeptembertől új járatokat indítottak az 1-es, 7-es és 16-os vonalakon, így ezeken a viszonylatokon a korábbi tanszüneti kétórás követési idő helyreállt. Ezen felül két hétvégente közlekedő viszonylatot is indítottak (9-es, 10-es).
Mindezek ellenére el lehet mondani, hogy a város korábban nagyvárosi jellegű helyi közlekedése 2012-ben megszűnt, és a kisvárosokra jellemző, az ipartelepet, az iskolákat és a kórházba járást kiszolgáló helyi közlekedést alakítottak ki.
2013-tól a helyijáratos bérlet megint elvesztette érvényességét a helyközi járatokra.
2021. március elsejétől Hódmezővásárhelyen még egy busz szolgáltató kapcsolódott bele a tömegközlekedésbe, mégpedig a Jovány Busz Kft. De sajnos másnapra március 2-án két buszuk miatt 100 Ezer Forintos bírságra és 3 hónapra felfüggesztették ezen járatok közlekedését, de az utána eltelt idő után viszont ismét közlekedhettek ezen buszjáratok.
2021 novemberétől Hódmezővásárhelyen elindul Hódmezővásárhelyi Népkert vasútállomás és Hódmezővásárhely vasútállomás között az 1-es jelzésű Tram-Train járat.
Így Hódmezővásárhelyen +5 vonallal bővült a személyszállítás. A 41-es, 42-es és 43-as helyi járatok hétfőtől szombatig 7-től 11:00-ig óránként közlekedik, majd 14:00-tól 18:00-ig szintúgy óránként járnak (kivéve a 42-es járat ami hétfőtől szombatig 6:56 és 10:56 között közlekedik óránként, illetve 13:56 és 17:56 között óránként), vasárnap pedig 7-től 11:00-ig (42-esnél 6:56 és 10:56 között óránként). A 44-es és 45-ös helyi járat pedig a Porcelángyár műszak kezdéseihez igazítva közlekednek. A 44-es hétfőtől szombatig a Kincses Temetőtől 5:10-kor, 13:10-kor és 21:10-kor indul járat (Vasárnap meg csak az 5:10-es közlekedik), a Porcelángyártól hétfőtől szombatig 6:15-kor, 14:15-kor és 22:15-kor indulnak a járatok (vasárnap csak a 6:15-ös közlekedik)
A 45-ös járat szintúgy közlekedik mint a 44-es járat, persze ezen járat más útirányba jár.
Érdekességük még főleg a 41-es, 42-es és 43-as járatoknak hogy ezen járatok körjáratként közlekednek Hódmezővásárhely utcáin.
Akiknek van Vásárhely kártyájuk, azok ingyenesen használhatják a buszjáratot, akik vidékről jönnek elővételben 170 Ft-ért, buszsofőrnél meg 210 Ft-ért utazhatnak a járaton.
2023. december. 31-étől a Volánbusz járatai Hódmezővásárhelyen nem közlekednek, ugyanis a szerződés a várossal lejárt. Több mint 300 millióval károsította meg Hódmezővásárhely a Volánbuszt.

## Járműpark
- 7 db Neoplan N4416
- 5 db Isuzu Citibus

### Jelenlegi viszonylatok
| Járatszám | Végállomások                               | Menetidő |
| --------- | ------------------------------------------ | -------- |
| 1         | Volán telep – Porcelángyár                 | 24 perc  |
| 4         | Kincses temető – Porcelángyár              | 18 perc  |
| 7         | Szivárvány otthon – Kincses temető         | 15 perc  |
| 9         | Kincses temető – Kincses temető (körjárat) | 30 perc  |
| 10        | Kertváros (Kishomok) – Autóbusz-állomás    | 23 perc  |
| 12        | Kertváros (Kishomok) – Porcelángyár        | 18 perc  |
| 13        | Kincses temető – Porcelángyár              | 20 perc  |
| 14        | Kincses temető – Porcelángyár              | 20 perc  |
| 16        | Kincses temető – Kertváros (Kishomok)      | 30 perc  |